# Filterblase
Filterblase (englisch filter bubble) oder Informationsblase ist ein Begriff der Medienwissenschaft, der vom Internetaktivisten Eli Pariser in seinem gleichnamigen Buch von 2011 geprägt wurde. Laut Pariser entsteht eine Filterblase, weil Webseiten versuchen, algorithmisch vorauszusagen, welche Informationen der Benutzer auffinden möchte – das basierend auf den verfügbaren Informationen über den Benutzer (beispielsweise sein Standort, Suchhistorie und Klickverhalten). Daraus resultiere eine Isolation gegenüber Informationen, die nicht dem Standpunkt des Benutzers entsprechen. Die isolierende Wirkung von Filterblasen ist Gegenstand wissenschaftlicher Untersuchungen und gilt nicht allgemein als belegt.

## Konzept
Durch die Anwendung von Algorithmen neigen Internetseiten dazu, dem Benutzer nur Informationen anzuzeigen, die mit seinen bisherigen Ansichten übereinstimmen. So wird er sehr effektiv in einer „Blase“ isoliert, die dazu tendiert, Informationen auszuschließen, die seinen bisherigen Ansichten widersprechen.
Ein Paradebeispiel dafür sind Googles personalisierte Suchergebnisse und der personalisierte News Stream von Facebook. Nach Parisers Meinung wird der Benutzer so weniger durch gegenteilige Ansichten „belastet“ und somit in einer Informationsblase intellektuell isoliert.
Pariser bringt ein Beispiel, in dem ein Nutzer auf Google mit dem Stichwort „BP“ suchte und Nachrichten zu Investitionsmöglichkeiten von British Petroleum erhielt, während ein anderer mit der gleichen Suchanfrage Informationen über die von Deepwater Horizon verursachte Ölpest bekam – somit die beiden Suchanfragen völlig unterschiedliche Ergebnisse brachten. Dieser isolierende Blaseneffekt könne nach Pariser negative Folgen für den Diskurs der Zivilgesellschaft haben. Jedoch gibt es auch gegenteilige Meinungen, die besagen, dass der Effekt minimal und handhabbar sei.

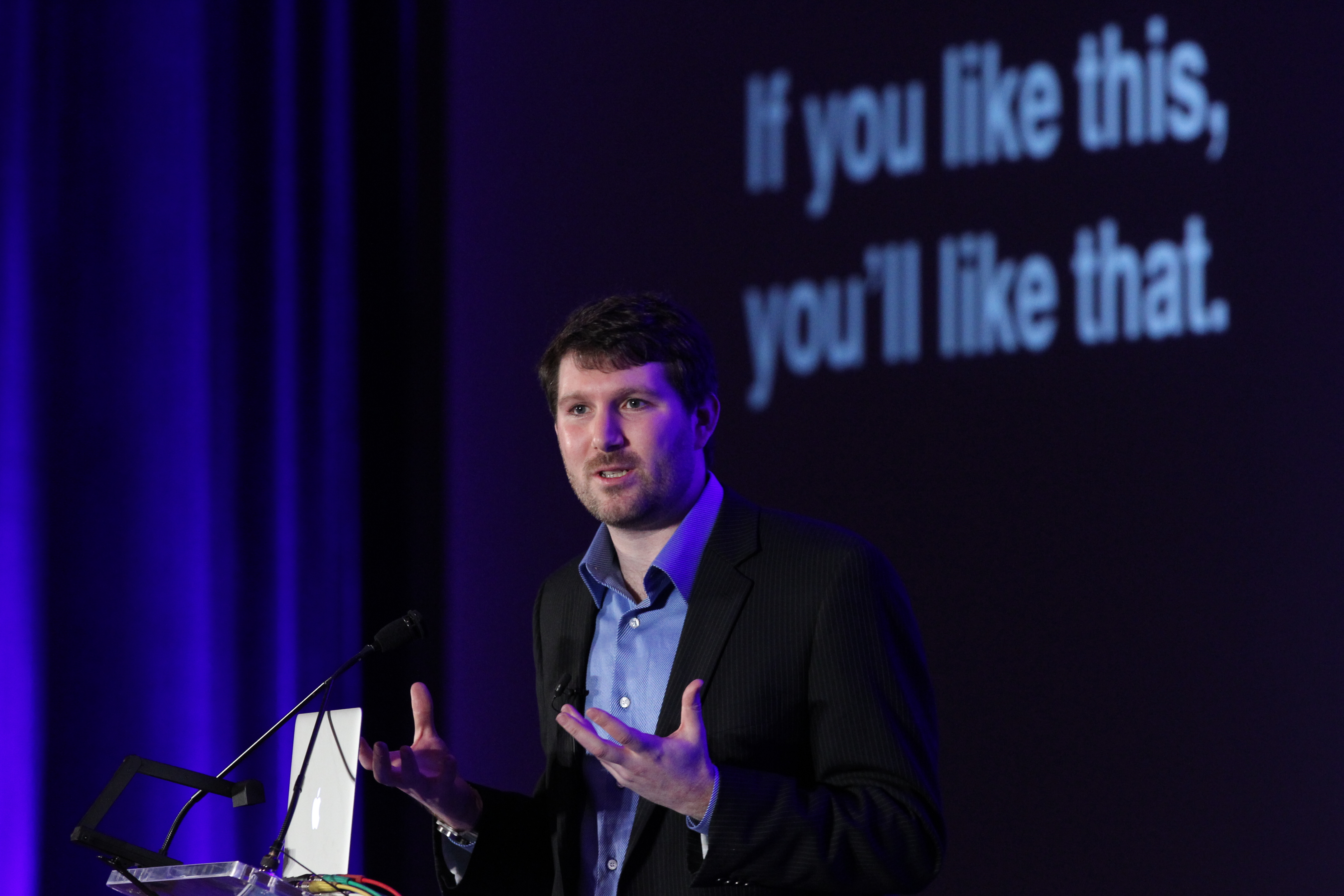
Eli Pariser, 2012

Das Konzept, mittels Amplifizierungs-Algorithmen die Aufmerksamkeit der Nutzer durch selektiv gefilterte Informationen zu fesseln, die deren Ansichten bestätigen, wird noch durch verstärkende Informationen gesteigert, die über eine Bestätigung hinaus Angst und Wut auslösen. Beispiele sind Hate Speech oder Verschwörungstheorien.

## Personalisierung
Personalisierung lässt sich wie folgt definieren:
Bei der Web-Personalisierung werden Inhalt und Struktur einer Web-Anwendung den besonderen Bedürfnissen, Zielen, Interessen und Vorlieben eines jeden Nutzers angepasst. Dazu wird ein Benutzermodell (englisch user model) erstellt, das die Annahmen und die Informationen erfasst, die das System über den Benutzer hat. Das System kann so voraussagen, was für den Nutzer relevant sein wird. Es filtert irrelevante Informationen heraus und erhöht so seine persönliche Relevanz für einen Benutzer.
Nach Pariser verwendet Google zum Beispiel diverse „Signale“ (frühere Such-Stichworte, Standort, Status-Updates von Kontakten auf Sozialen-Netzwerk-Seiten etc.), um Suchergebnisse und die geschalteten Anzeigen an den Benutzer anzupassen (Targeted Advertising). Facebook beobachtet dagegen die Interaktionen eines Nutzers mit anderen und filtert Posts von bestimmten Nutzern. Das bedeutet, Benutzeraktivitäten (Klickhistorie) werden in eine einzige Benutzeridentität übersetzt und auf Grundlage dieser Identität werden bestimmte Informationen herausgefiltert. Bis 2011 kam bei Facebook dafür der sogenannte EdgeRank-Algorithmus zum Einsatz, der in Folge durch ein wesentlich komplexeres, maschinenlernendes System abgelöst wurde.
Pariser umschreibt sein Konzept der Filterblase formal als „das persönliche Informations-Ökosystem, das durch diese Algorithmen geschaffen wird.“ Auch andere Termini wurden verwendet, um dieses Phänomen zu beschreiben, wie „ideologische Rahmen“ (engl. ideological frames) oder auch „figurative Sphäre, die einen umgibt, wenn man im Internet sucht“.
Der Suchverlauf sammelt sich im Laufe der Zeit an, wenn ein Internetbenutzer Interesse an bestimmten Themen zeigt, indem er auf die passenden Links klickt, Seiten von Freunden besucht, bestimmte Filme in die Warteschlange legt, ausgewählte Schlagzeilen liest und so weiter. Für das Sammeln und die Analyse dieser Daten verwenden Webseitenbetreiber häufig Tracking-Dienste wie z. B. Google Analytics.
Internetfirmen verwenden diese Informationen dann, um Werbung auf die Bedürfnisse und den Geschmack des konkreten Benutzers zuzuschneiden oder um die passende Werbung an prominenterer Stelle im Suchergebnis unterzubringen.
Parisers Besorgnis ähnelt den von Tim Berners-Lee 2010 geäußerten Bedenken wegen des Hotel-California-Effekts (etwa: herein geht es, aber nie mehr hinaus), der eintritt, wenn soziale Netzwerke im Internet Inhalte von Konkurrenz-Seiten abblocken und aussperren, um so einen größeren Teil der Netzgemeinde in ihrem Netzwerk zu haben. Je mehr man eingibt, desto mehr ist man eingeschlossen und an die Informationen innerhalb einer spezifischen Website gebunden. Sie wird zum abgeschlossenen „Betonbunker“ und es besteht das Risiko der Fragmentierung des World Wide Web, meint Tim Berners-Lee.
Beispielsweise sind die Benutzer von Facebook in gewisser Weise für immer dort „gefangen“. Wenn sie sich irgendwann entscheiden sollten, das Netzwerk zu verlassen, wird ihr Benutzerprofil zwar deaktiviert, aber nicht gelöscht. Alle ihre persönlichen Informationen und das Protokoll aller ihrer Aktivitäten auf Facebook bleiben für immer auf den Servern von Facebook erhalten. So können sie die Facebook-Seite nie vollständig verlassen.
In seinem Buch The Filter Bubble warnt Pariser, dass ein potentieller Nachteil der gefilterten Suche ist, dass sie „uns von neuen Ideen, Themen und wichtigen Informationen ausschließt“ und den „Eindruck schafft, dass nur die Dinge existieren, die unser enges Selbstinteresse kennt“. Das ist seiner Meinung nach potentiell schädlich, sowohl für den Einzelnen als auch für die Gesellschaft. Er kritisiert Google und Facebook dafür, dass sie auf Inhalte bezogen „zu viele Süßigkeiten und nicht genug Karotten“ anbieten. Er warnt davor, dass wir „nur noch eingeschränkt neuen Informationen“ ausgesetzt sind und unsere Sichtweise eingeengt wird, dadurch dass „unsichtbare Algorithmen das Netz redaktionell bearbeiten“. Pariser denkt, dass die nachteiligen Auswirkungen der Filterblase auch umfassende Beeinträchtigungen für die Gesellschaft im Allgemeinen mit sich bringen, in dem Sinn, dass dadurch möglicherweise „der zivile Diskurs untergraben wird“ und die Menschen empfänglicher und anfälliger für „Propaganda und Manipulationen“ werden.
Pariser schreibt:

„Eine Welt, die aus dem Bekannten konstruiert ist, ist eine Welt, in der es nichts mehr zu lernen gibt … [weil] es eine unsichtbare Autopropaganda gibt, die uns mit unseren eigenen Ideen indoktriniert.“

## Messung
Die Vielfalt an zur Verfügung stehenden Nachrichten und Informationen, die quasi der Umfang einer Filterblase bilden, ist durch individuelle Unterschiede im Umfang des Nachrichtenkonsums schwer zu erfassen und zu quantifizieren. Daher ist es zunächst wichtig zu definieren, welcher Kontext der Medienvielfalt genauer betrachtet werden soll. Laut Webster und Ksiazek (2012) kann hier der Fokus auf einen von drei Bereichen gelegt werden:
1. Medien, d. h. auf die Vielfalt der angebotenen Inhalte
2. Einzelne Individuen und ihre personalisierte Auswahl an Informationen
3. Die Struktur und Vielfalt einer Leser- oder Zuhörerschaft

Außerdem ist es wichtig zu klären, mit welchen Methoden die Nachrichtenvielfalt untersucht wird. Neben der Selbsteinschätzung wird insbesondere auf Datensammlungen zurückgegriffen, weil davon ausgegangen wird, dass Individuen den Umfang des ihnen theoretisch zur Verfügung stehenden Nachrichtenangebots nicht gänzlich überblicken können. Diese Datensammlungen enthalten neben den ausgewählten Informationen also auch die theoretisch zur Auswahl stehenden Informationen. Diese Informationen müssen für eine weitere Analyse zunächst in Kategorien eingeteilt werden, da einzelne Links, Bilder oder Dateien nicht aussagekräftig sind. Nach dieser Einteilung können mittels semantischer Analyse Rückschlüsse auf die vorhandene Informationsvielfalt gezogen werden. Es ist anzumerken, dass die Algorithmen, die den eigentlichen Grund für personalisierte Informationen darstellen, meist nicht für eine direkte Analyse zur Verfügung stehen, da die Online-Unternehmen diese nicht veröffentlichen.

## Diskussion
Es gibt widersprüchliche Berichte über das Ausmaß, in dem personalisiertes Filtern zur Anwendung kommt, und ob Filtern für den Benutzer von Vorteil ist oder eher Nachteile mit sich bringt. Gelegentlich wird sogar davon gesprochen, dass der Begriff Filterblase „die blödeste Metapher des Internets“ sei.
Der Analyst Jacob Weisberg, der für das Online-Magazine Slate schreibt, führte 2011 ein kleines, nicht repräsentatives Experiment durch, um Parisers Theorie zu überprüfen: Fünf Personen mit unterschiedlichen politischen Einstellungen suchten im Internet nach exakt den gleichen Suchbegriffen. Das Suchergebnis war bei vier Suchanfragen bei allen fünf Personen fast identisch. Daraus schließt er, dass es keinen Filterblasen-Effekt gebe und dass folglich diese Theorie der Filterblase übertrieben sei, wonach wir alle „am Futtertrog des Täglichen Ich (englisch Daily Me) gefüttert werden“. Für seine Buchrezension unternahm Paul Boutin einen ähnlichen Versuch mit Personen mit unterschiedlicher Suchhistorie. Er kam zu einem ähnlichen Ergebnis wie Weisberg: fast identische Suchergebnisse. Empirische Untersuchungen mit mehr Versuchspersonen kommen zu denselben Ergebnissen – eine Studie bezifferte die Wahrscheinlichkeit, dass zwei zufällig ausgewählte Personen bei der Suche nach einem bestimmten Begriff dieselben Ergebnisse in derselben Reihenfolge erhalten, gar bei 5–10 %. Der Harvard-Informatik- und Juraprofessor Jonathan Zittrain bezweifelt das Ausmaß der Verzerrung des Suchergebnisses, das Google mit seinem personalisierten Filter erreicht. Er sagt, dass der Einfluss der personalisierten Suche auf das Suchergebnis nur gering sei. Außerdem gibt es Berichte, dass der User bei Google die personalisierte Suche umgehen kann, wenn er möchte, indem er die Suchhistorie löscht oder andere Methoden einsetzt. Ein Sprecher von Google sagt, dass zusätzliche Algorithmen in Googles Suchmaschine integriert wurden, um die „Personalisierung zu begrenzen und die Vielfalt der Suchergebnisse zu erhöhen“. Um sich grundsätzlich vor Tracking durch Webseitenbetreiber zu schützen, kann der Benutzer Plug-ins im Browser installieren, mit speziellen Einstellungen kann dazu z. B. uBlock Origin verwendet werden.
In einer der bekanntesten wissenschaftlichen Untersuchungen zu Filterblasen untersuchten Bakshy et al. im Jahr 2015 die Auswirkungen der Personalisierung durch Algorithmen auf die dargebotene Informationsvielfalt von Facebook-Nutzern. Durch eine Zusammenarbeit mit Facebook konnten sie dabei auf eine große Menge an anonymen Daten zugreifen. Die Ergebnisse ihrer Untersuchung zeigen, dass die Auswahl der einem Facebook-Nutzer dargebotenen Informationen nur zu einem geringen Anteil durch Algorithmen beeinflusst wird. Vielmehr scheint hier Social Homophily zu wirken: Demnach umgeben sich Menschen sowohl online als auch offline gerne mit Menschen, die ihnen selbst ähnlich sind. Dadurch entsteht ein soziales Netzwerk, welches aus Individuen mit ähnlichen Ansichten, Einstellungen und Haltungen besteht. Ebenfalls einen großen Einfluss scheint der Selective-Exposure-Effekt zu haben, wonach Menschen bewusst und unbewusst Informationen filtern, die sie überhaupt wahrnehmen und lesen.
Trotzdem gibt es Berichte, dass Google und andere Suchmaschinenbetreiber große Mengen an Informationen besitzen, die sie in die Lage versetzen könnten, zukünftig das „Interneterlebnis“ des Users weiter zu personalisieren, wenn sie sich entscheiden würden, das zu tun. Ein Bericht legt nahe, dass Google selbst dann das frühere Surfverhalten des Users verfolgen kann, wenn dieser kein persönliches Google-Konto hat oder nicht in seinem Google-Konto eingeloggt ist. Ein anderer Bericht spricht davon, dass Google Unmengen an gesammelten Daten habe – im Umfang von zehn Jahren –, die aus verschiedenen Quellen stammen, wie beispielsweise Gmail, Google Maps und anderen von Google neben der eigentlichen Suchmaschine angebotenen Diensten. Dem widerspricht allerdings ein Bericht, wonach der Versuch, das Internet für jeden Benutzer zu personalisieren, eine große technische Herausforderung für eine Internetfirma darstellt – trotz der riesigen Mengen an verfügbaren Web-Daten über den User. Der Analyst Doug Gross von CNN meint, dass die gefilterte Suche für Verbraucher hilfreicher zu sein scheint als für Bürger. Sie hilft dem Konsumenten, der nach „Pizza“ sucht, lokale Liefermöglichkeiten zu finden, wobei passenderweise weit entfernt liegende Pizzaservice-Anbieter herausgefiltert werden. Es gibt übereinstimmende Berichte, dass Internetseiten wie die Washington Post, die New York Times und andere sich bemühen, personalisierte Informationsdienste aufzubauen. Diese arbeiten nach dem Prinzip, Suchergebnisse so auf den Benutzer zuzuschneiden, dass sie ihm wahrscheinlich gefallen oder er zumindest mit ihnen einverstanden ist.
Ein Artikel beschäftigt sich genauer mit der Problematik der elektronischen Filter. Danach hat der Benutzer keinen Einfluss auf die Kriterien, nach denen gefiltert wird. Bei den von Google bei der Suche ausgewerteten Signalen verhält es sich ähnlich: Der Nutzer erfährt weder, welche dieser Daten verwendet werden, noch, wie er sie ändern kann. Darüber hinaus fehlt jegliche Transparenz. Der Benutzer weiß weder, wie gefiltert, noch, dass überhaupt gefiltert wird. Aufgrund der großen Menge an Informationen im Internet sind Filtermechanismen jedoch unverzichtbar. Personalisierung wird als Hauptproblem der elektronischen Filter gesehen: Die Gewichtung der Informationen wird individuell an den Nutzer angepasst. Dieser hat nicht die Möglichkeit, die Filter ein- oder auszuschalten und nach selbst bestimmten Kriterien zu kontrollieren. Abschließend verlangt Pariser von den großen Filtern wie Google und Facebook Transparenz und Kontrolle durch den Benutzer. Eine Forschergruppe der Universität Delft empfiehlt Entwicklern von Filtertechnologien eine stärkere Berücksichtigung von Autonomie und Transparenz für den Nutzer.
Ein 2020 erschienenes Paper des Complexity Science Hub Vienna spricht klar von der Existenz von Filterblasen und findet Hinweise einer Tendenz zur destruktiven gesellschaftlichen Fragmentierung, für die es laut Stefan Thurner bisher keine realistischen Vorbeugungsmaßnahmen gebe.
Kritiker halten die These von der Filter Bubble für eine Aussage aus einer Fehlperspektive. Angesichts der Informationsflut gäbe es keine Alternative zu Filtertechniken. Selektion von Information habe immer schon stattgefunden und es sei zwangsläufige Folge, dass andere Informationen nicht selektiert werden. Gerade das Internet würde sonst abseitige Diskussionen gut zugänglich machen, indem es dafür digitale Räume öffne. Zudem sei die Theorie naiv, da Inhalt nicht einfach gefiltert oder ungefiltert sei, sondern von vielen Akteuren auf vielfältige Weise verarbeitet, angereichert oder verschoben werde. Außerdem wird argumentiert, dass es für User ungemein schwierig sei, sich von allen Inhalten, die nicht der eigenen Meinung entsprechen, abzukapseln, da vor allem Social-Media-Plattformen eine enorme Vielfalt an Inhalten präsentieren. Eine Gruppe auf einer dieser Plattformen, die Verbindungen zu Andersdenkenden konsequent vermeiden will, müsse dafür Strukturen etablieren, die einem Kult gleichen.

## Bessere Personalisierung
Paul Resnick, Professor an der Universität Michigan, fasst die Diskussion um die Filterblase folgendermaßen zusammen: Personalisierung sei nicht per se als schlecht zu bewerten. Seiner Ansicht nach sei akkurate Personalisierung weniger bedenklich als nicht zu personalisieren oder minderwertig zu personalisieren. Filterer hätten Macht und deshalb Verantwortung der Öffentlichkeit gegenüber. Zu den Pflichten von Filterern zählt er insbesondere, keine versteckte Personalisierung durchzuführen und Personalisierung nicht einseitig zu manipulieren.
Resnick macht für eine bessere Personalisierung folgende Vorschläge:
Mehrdimensionale PräferenzenThema, Standort, Sichtweise/Ideologie, Publikum u. a.
Das Verhältnis von Erforschung der Nutzerinteressen und -vorlieben und kommerzieller Verwertung optimieren.
Portfolio-PräferenzenMischung aus herausfordernden und bestätigenden Informationen ermöglichen.
Zeitversetzter Präferenz-IndikatorZur Unterscheidung von Kurzzeit- und Langzeit-Präferenzen
Impuls in Richtung Langzeit-PräferenzenUnterhaltung (kurzfristiges Interesse) vs. Bildung (langfristiges Interesse)
Gemeinsames Referenzpunkt-FeatureIntegration von beliebten Themen, für die sich der Nutzer sonst nicht so sehr interessiert.
Features, die eine Perspektive einnehmenUm Meinungen anderer Menschen leichter verstehen zu können.
Forscher der Universität Delft beschäftigen sich mit ethischen Fragen der Personalisierung und arbeiteten zum Thema folgenden unverbindlichen Vorschlag aus:
| Leitfaden für die Gestaltung von Filter-Algorithmen zur Personalisierung |
| --- |
| 1. Gehen Sie sicher, dass pro Benutzer verschiedene Identitäten möglich sind, die sich je nach Kontext unterscheiden können. 2. Legen Sie [den Filter-Algorithmus] auf Autonomie aus, so dass der Benutzer den Filter an seine Bedürfnisse anpassen und die Identität, die auf Grundlage seiner früheren Interaktionen erstellt wurde, verändern kann. 3. Legen Sie [den Filter-Algorithmus] auf Transparenz aus, so dass der Benutzer sich bewusst ist, dass gefiltert wird. Der Nutzer muss in der Lage sein, zu sehen, welche Kriterien für das Filtern verwendet werden und welche Identität des Benutzers das System verwendet. |

## Ähnliche Konzepte

### Relevanzparadoxon
Das Konzept der Filterblase ähnelt einem anderen Phänomen, welches als Relevanzparadoxon (englisch relevance paradox) beschrieben wird. Demzufolge suchen Personen und Organisationen Informationen, die von Anfang an für relevant gehalten werden, sich dann aber als nutzlos erweisen oder nur von teilweisem Interesse sind. So werden Informationen nicht berücksichtigt, die für irrelevant gehalten werden, die aber eigentlich nützlich sind. Das Problem tritt auf, weil die wirkliche Relevanz einer bestimmten Tatsache oder eines Konzeptes in solchen Fällen offenbar wird, nachdem der Fakt überhaupt bekannt wurde. Davor wurde der Gedanke, einen bestimmten Fakt überhaupt zu erfahren, aufgrund der falschen Wahrnehmung seiner Irrelevanz verworfen. Folglich ist der Informationssuchende in einem Paradoxon gefangen und er versagt darin, Dinge zu erfahren, die er eigentlich unbedingt benötigt. So wird er Opfer seines „intellektuellen blinden Flecks“. Das Phänomen des Relevanzparadoxons trat während der intellektuellen Entwicklung des Menschen in vielen Situationen in Erscheinung und ist deshalb ein wichtiges Thema in Wissenschaft und Bildung. Ein Buch mit dem Titel The IRG Solution beschäftigte sich 1984 mit diesem Problem und schlug allgemeine Lösungsansätze vor.

### Echokammer-Effekt
Ein verwandtes Konzept ist der Echokammer-Effekt (auch Echoraum genannt, englisch Echo Chamber Effect) in der Kommunikationswissenschaft, der beschreibt, wie es durch den verstärkten virtuellen Umgang mit Gleichgesinnten in sozialen Netzwerken zu einer Verengung der Weltsicht kommt, die zu Bestätigungsfehlern führen kann. Im Unterschied zu Filterblasen, bei welchen die Personalisierung vor allem durch Algorithmen hervorgerufen wird (pre-selected personalization), wird beim Echokammer-Effekt die Personalisierung vom Individuum selbst vorgenommen (self-selected personalization). Das heißt, eine potentielle Verengung der Weltsicht rührt daher, dass bestimmte Medieninhalte konsumiert und andere nicht konsumiert werden, dass also ein selektiver Nachrichtenkonsum stattfindet. Allerdings wird in der Literatur nicht immer streng zwischen Filterblasen und Echokammern unterschieden. Gelegentlich werden die beiden Begriffe sogar synonym zueinander verwendet.
Da für diese Art von Personalisierung individuelle Entscheidungen die tragende Rolle spielen und nicht beispielsweise Algorithmen, steht das Phänomen der Echokammer schon länger zur Diskussion als das der Filterblasen und ist nicht notwendigerweise auf den Onlinekontext beschränkt. Auch im Offlinekontext können Phänomene wie soziale Homophilie dazu führen, dass sich beispielsweise politisch homogene Gruppen bilden, in welchen die Mitglieder untereinander hauptsächlich konsonante und bestätigende Informationen teilen und sich gegenseitig weiter bestärken. Das würde wiederum nicht nur dazu führen, dass kein offener Diskurs unter verschiedenen Menschen mit unterschiedlichen Vorstellungen mehr stattfindet, sondern auch, dass die Öffentlichkeit weiter polarisiert und fragmentiert werden würde.
Empirisch ist die Existenz und Rolle von Echokammern umstritten. Zum einen gibt es Studien, wie zum Beispiel Bakshy et al. (2015), die zeigen, dass Nutzer auf sozialen Netzwerken vor allem Gleichgesinnten folgen und die Nachrichten dieser teilen. Andere Studien legen nahe, dass Echokammern zwar existieren, aber nur wenige Individuen und Nutzer Teil davon sind. Wobei auch diese kleine Gruppen von Nutzern durch hohe Aktivität, homogene Online-Räume erschaffen können, in denen sich vor allem Gleichgesinnte aufhalten. Zuletzt widersprechen einige empirische Studien auch der Existenz von Echokammern und zeigen, dass Nutzer von sozialen Medien (vermehrt) Nachrichten konsumieren, die nicht ihren Ansichten entsprechen.

### Schweigespirale
Elisabeth Noelle-Neumann formulierte für den politischen Raum den Begriff der Schweigespirale. Darunter wird die freiwillige Zurückhaltung der eigenen Meinung verstanden, wenn man der Ansicht ist, dass sie der Mehrheitsmeinung widerspricht – was in der Konsequenz Minderheitsmeinungen immer mehr zurückdränge. Dieser Effekt werde durch die Rolle der Medien als Gatekeeper verstärkt, da sie aufgrund eigener politischer Ansichten eine Mehrheitsmeinung vortäuschen können (siehe auch Politische Haltung der Journalisten).

### Propagandamodell
Das von Noam Chomsky und Edward S. Herman 1988 entworfene Propagandamodell stellt die These auf, dass zivilgesellschaftlicher Konsens real durch deren organisierte Teile wie Nichtregierungsorganisationen und Verbände sowie die Schlüsselposition der Massenmedien entstehe und daher nicht die reale Vielfalt der existierenden Meinungen in der Bevölkerung abbilde. Es wurde 1991 durch Chomsky präzisiert und in Folge vielfach als empirisch bestätigt beschrieben.

## Trivia
„Filterblase“ wurde im Jahr 2016 zum Wort des Jahres in der Deutschschweiz gekürt.